# Campeonato Europeo de Halterofilia de 1954
El XXXIV Campeonato Europeo de Halterofilia se celebró en Viena (Austria) entre el 12 y el 16 de octubre de 1954 bajo la organización de la Federación Europea de Halterofilia (EWF) y la Federación Austríaca de Halterofilia.
El evento fue realizado en el XXXI Campeonato Mundial de Halterofilia. Los tres mejores halterófilos europeos de cada categoría recibieron las correspondientes medallas.

## Medallistas
| Evento  | Oro                           | Plata                             | Bronce                                |
| ------- | ----------------------------- | --------------------------------- | ------------------------------------- |
| 56 kg   | Bakir Farjutdinov URSS 315,0  | Josef Schuster RDA 272,5          | Arvo Vehkonen · Finlandia · 272,5     |
| 60 kg   | Rafael Chimishkian URSS 350,0 | Ivan Udodov URSS 350,0            | Sebastiano Mannironi · Italia · 320,0 |
| 67,5 kg | Dmitri Ivanov URSS 367,5      | Josef Tauchner · Austria · 352,5  | Ingemar Gustavsson · Suecia · 332,5   |
| 75 kg   | Fiodor Bogdanovski URSS 402,5 | Ermanno Pignatti · Italia · 372,5 | Ingemar Franzen · Suecia · 372,5      |
| 82,5 kg | Trofim Lomakin URSS 427,5     | Jean Debuf Francia 405,0          | Václav Pšenička Checoslovaquia 395,0  |
| 90 kg   | Arkadi Vorobiov URSS 460,0    | Melvin Barnett Reino Unido 385,0  | Wilhelm Flenner · Austria · 377,5     |
| +90 kg  | Franz Hölbl · Austria · 425,0 | Eino Mäkinen · Finlandia · 407,5  | Adelfino Mancinelli · Italia · 390,0  |

1. 1 2 3  Fuerza (kg) + arrancada (kg) + dos tiempos (kg) = TOTAL (kg)

## Medallero
| Núm. | País           | Oro | Plata | Bronce | Total |
| ---- | -------------- | --- | ----- | ------ | ----- |
| 1    | URSS           | 6   | 1     | 0      | 7     |
| 2    | Austria        | 1   | 1     | 1      | 3     |
| 3    | Italia         | 0   | 1     | 2      | 3     |
| 4    | Finlandia      | 0   | 1     | 1      | 2     |
| 5    | Francia        | 0   | 1     | 0      | 1     |
| 5    | RDA            | 0   | 1     | 0      | 1     |
| 5    | Reino Unido    | 0   | 1     | 0      | 1     |
| 8    | Suecia         | 0   | 0     | 2      | 2     |
| 9    | Checoslovaquia | 0   | 0     | 1      | 1     |
|      | TOTAL          | 7   | 7     | 7      | 21    |